# Liste von Holzkirchen im südlichen Polen

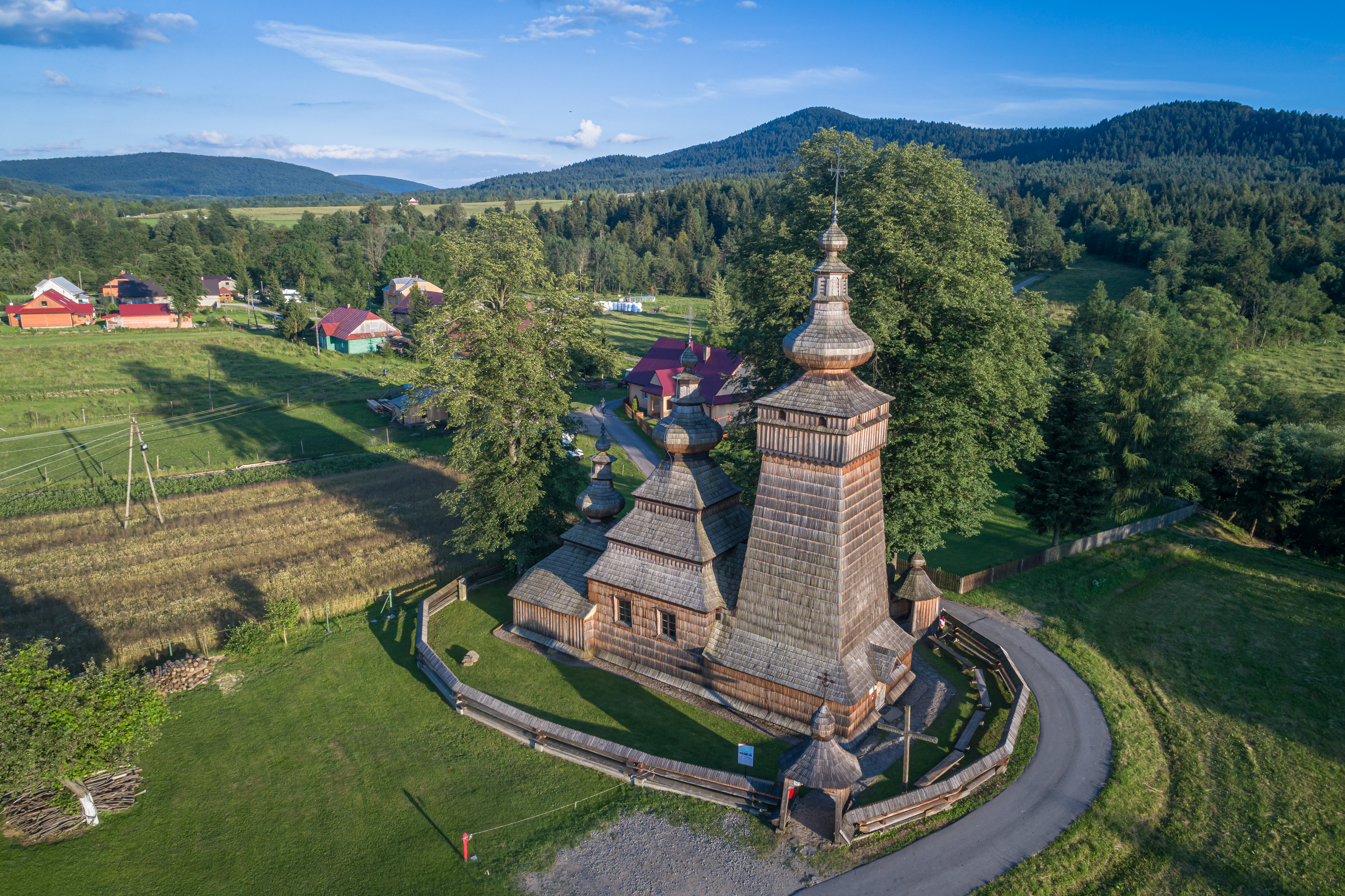
Holzkirche in Kwiaton

Diese Liste führt Holzkirchen im südöstlichen Polen in Auswahl auf.

## Überblick
Im Gebiet des historischen Kleinpolen und des polnischen Karpatenvorlands gibt es über 450 Holzkirchen. Berücksichtigt werden in dieser Liste die heutigen Woiwodschaften Kleinpolen und Karpatenvorland, sowie möglich die nördlich angrenzenden Woiwodschaften Lublin, Heiligkreuz und weitere (Nicht aufgenommen sind die schlesischen Woiwodschaften,  für die es eigene Listen gibt).
Die Kirchen wurden von polnischen römisch-katholischen oder von ukrainischen griechisch-katholischen Gemeinden genutzt. Letztere wurden 1947 weitgehend. aus dem südlichen Polen vertrieben (Aktion Weichsel), ihre zahlreichen Kirchen verfielen langsam, einige wurden danach von römisch-katholischen Gemeinden genutzt, andere dienten als Lagerräume oder ähnliches, einige wurden an andere Orte versetzt.
Viele der noch bestehenden Holzkirchen im südlichen Polen wurden inzwischen restauriert.
Der architektonische Stil der römisch-katholischen Kirchen reicht von der Gotik über Renaissance bis zum Barock. Die ukrainischen griechisch-katholischen Holzkirchen haben dagegen andere unterschiedliche Baustile. Die ältesten Bestandteile von Holzkirchen im südlichen Polen sind aus dem 15. Jahrhundert erhalten.
Sechs romisch-katholische Holzkirchen im südlichen Kleinpolen wurden 2003 in die UNESCO-Liste des Welterbes aufgenommen. 2013 folgten acht griechisch-katholische Holzkirchen im Karpatenvorland.

## Woiwodschaft Kleinpolen

### Römisch-katholische Holzkirchen
Aufgeführt werden Holzkirchen, die seit ihrer Erbauungszeit als römisch-katholische Kirchen genutzt wurden.
UNESCO-Welterbe
Vier römisch-katholische Holzkirchen in der Woiwodschaft Kleinpolen wurden 2003 in das UNESCO-Welterbe aufgenommen (Dazu kommen vier ursprünglich griechisch-katholische Kirchen 2013, die jetzt auch von römisch-katholischen Gemeinden genutzt werden.)
| Ort                                | Kirche                                                                             | Bild |
| ---------------------------------- | ---------------------------------------------------------------------------------- | ---- |
| Binarowa, Powiat Gorlicki          | Pfarrkirche des Erzengels Michael (Kościół św. Michała Archanioła) (Lage)          |      |
| Dębno, Powiat Nowotarski           | Pfarrkirche des Erzengels Michael (Kościół św. Michała Archanioła w Dębnie) (Lage) |      |
| Lipnica Murowana, Powiat Bocheński | Friedhofskirche St. Leonhard (Kościół św. Leonarda) (Lage)                         |      |
| Sękowa, Powiat Gorlicki            | Filialkirche St. Philippus und Jakobus (Kościół św. Filipa i św. Jakuba) (Lage)    |      |

Weitere Holzkirchen
| Weitere römisch-katholische Holzkirchen in der Woiwodschaft Kleinpolen |                                                                                        |  |
| Czermna, Powiat Tarnowski                                              | Kirche St. Martin (Kościół św. Marcina) (Lage)                                         |  |
| Grywałd, Powiat Nowotarski                                             | Kirche St. Martin (Kościół św. Marcina) (Lage)                                         |  |
| Iwkowa, Powiat Brzeski                                                 | Kirche Mariä Heimsuchung (Kościół Nawiedzenia Najświętszej Marii Panny) (Lage)         |  |
| Lachowice, Powiat Suski                                                | Pfarrkirche St. Peter und Paul (Kościół Świętych Apostołów Piotra i Pawła) (VL) (Lage) |  |
| Orawka, Powiat Nowotarski                                              | Pfarrkirche St. Johannes der Täufer (Kościół św. Jana Chrzciciela) (VL) (Lage)         |  |
| Rodaki, Powiat Olkuski                                                 | Kirche St. Markus (Kościół św. Marka Ewangelisty) (Lage)                               |  |
| Rożnowice, Powiat Gorlicki                                             | Pfarrkirche St. Andreas (Kościół św. Andrzeja) (Lage)                                  |  |
| Rzepiennik Biskupi, Powiat Tarnowski                                   | Kirche St. Johannes der Täufer (Kościół św. Jana Chrzciciela) (Lage)                   |  |
| Szalowa, Powiat Gorlicki                                               | Pfarrkirche des Erzengels Michael (Kościół św. Michała Archanioła) (VL) (Lage)         |  |

### Griechisch-katholische Holzkirchen
UNESCO-Welterbe
Vier ursprünglich griechisch-katholische Holzkirchen in der Woiwodschaft Kleinpolen wurden 2013 in das UNESCO-Welterbe aufgenommen. Sie werden gegenwärtig (2022) alle als römisch-katholische Kirchen genutzt.
| Ort                                                  | Kirche                                                          | Bild |
| ---------------------------------------------------- | --------------------------------------------------------------- | ---- |
| Brunary, Powiat Gorlicki                             | Erzengel-Michael-Kirche (Kościół Św. Michała Archanioła) (Lage) |      |
| Kwiatoń, Powiat Gorlicki                             | Kirche der Hl. Parasekeva (Kościół Św. Paraskewy) (Lage)        |      |
| Owczary (Rychwałd), Gemeinde Sękowa, Powiat Gorlicki | Maria-Schutz-Kirche (Kościół Opieki Matki Bożej) (Lage)         |      |
| Powroźnik, Powiat Nowosądecki                        | Jakobuskirche (Kościół Św. Jakuba) (Lage)                       |      |

## Woiwodschaft Karpatenvorland

### Römisch-katholische Holzkirchen
UNESCO-Welterbe
2003 wurden zwei römisch-katholische Holzkirchen im Karpatenvorland die das UNESCO-Welterbe aufgenommen.
| Ort                       | Kirche                                                            | Bild |
| ------------------------- | ----------------------------------------------------------------- | ---- |
| Blizne, Powiat Brzozowski | Allerheiligen-Pfarrkirche (Kościół Wszystkich Świętych) (Lage)    |      |
| Haczów, Powiat Brzozowski | Filialkirche Mariä Himmelfahrt (Kościół Wniebowzięcia NMP) (Lage) |      |

Weitere Holzkirchen
| Weitere römisch-katholische Holzkirchen in der Woiwodschaft Karpatenvorland | |  |
| Gogołów, Powiat Strzyżowski (Kreis Strezow)                                 | Kirche St. Katharina von Alexandrien (Kościół św. Katarzyny) (Lage)                                           |  |
| Kosina, Powiat Łańcucki (Kreis Landshut)                                    | Kirche St. Sebastian (Kościół św. Sebastiana) (Lage)                                                          |  |
| Lubla, Powiat Strzyżowski                                                   | Pfarrkirche St. Nikolai (Kościół św. Mikołaja) (Lage)                                                         |  |
| Osiek Jasielski, Powiat Jasielski                                           | Pfarrkirche Verklärung des Herrn (Kościół Przemienienia Pańskiego) (Lage)                                     |  |
| Sanok                                                                       | ehemalige Dorfkirche von Bączal Dolny im Powiat Jasielski – heute im Museum der Volksbauweise in Sanok (Lage) |  |
| Sławęcin, Powiat Jasielski                                                  | Pfarrkirche St. Katharina (kościół św. Katarzyny) (Lage)                                                      |  |
| Święcany, Powiat Jasielski                                                  | Pfarrkirche St. Anna (Kościół św. Anny) (Lage)                                                                |  |
| Trzcinica, Powiat Jasielski                                                 | Filialkirche St. Dorothea (kościół św. Doroty) (Lage)                                                         |  |

### Griechisch-katholische Holzkirchen
UNESCO-Welterbe
2013 wurden vier griechisch-katholische Holzkirchen im Karpatenvorland in das UNESCO-Welterbe aufgenommen
| Ort                                                        | Kirche                                                                       | Jetzige Nutzung                                 | Bild |
| ---------------------------------------------------------- | ---------------------------------------------------------------------------- | ----------------------------------------------- | ---- |
| Chotyniec, Powiat Jarosławski                              | Kirche Maria Geburt (Kościół Narodzenia Przenajświętszej Bogurodzicy) (Lage) | griechisch-katholische Kirche                   |      |
| Radruż, Powiat Lubaczowski                                 | Kirche der Hl. Paraskeva (Kościół Św. Paraskewy) (Lage)                      | Museum für die Kultur der ostpolnischen Gebiete |      |
| Smolnik, Powiat Bieszczadzki, Woiwodschaft Karpatenvorland | Erzengel-Michael-Kirche (Kościół Św. Michała Archanioła) (Lage)              | griechisch-katholische Kirche                   |      |
| Turzańsk, Powiat Sanocki                                   | Erzengel-Michael-Kirche (Kościół Św. Michała Archanioła) (Lage)              | polnisch-orthodoxe Kirche                       |      |

Weitere Holzkirchen
Weitere ehemalige oder bestehende griechisch-katholische Holzkirchen in der Woiwodschaft Karpatenvorland sind (in Auswahl)
- Mariä-Schutz-Kirche in Bihale
- Mariä-Schutz-Kirche in Bonarówka
- Erzengel-Michael-Kirche in Bystre
- Dmitri-Kirche in Cewków
- Mariä-Schutz-Kirche in Chotylub
- Mariä-Schutz-Kirche in Chyrowa, ehemalige
- Simon-Stylites-Kirche in Chyrzynka
- Kirche in Czarna
- Kirche Dąbrówka
- St. Paraskewa-Kirche in Daliowa